# Thung Khru
Thung Khru (tiếng Thái: ทุ่งครุ) là một trong 50 quận (khet) của Bangkok, Thái Lan. Quận này giáp ranh các quận (theo chiều kim đồng hồ từ phía bắc): Rat Burana của Bangkok, Amphoe Phra Pradaeng và Amphoe Phra Samut Chedi của tỉnh Samut Prakan, Bang Khun Thian và Chom Thong của Bangkok.

## Lịch sử
Thung Khru được tách từ Rat Burana, việc chia tách này được thông báo ngày 14 tháng 10 năm 1997, có hiệu lực từ ngày 6 tháng 3 năm 1998. Tên gọi quận này lấy từ Kwaeng Thung Khru, một trong hai phó quận thuộc một phần của Rat Burana. Thung trong tiếng Thái có nghĩa là "vùng đất bằng phẳng", còn khru có nhiều nghĩa.

## Các địa điểm nổi bật

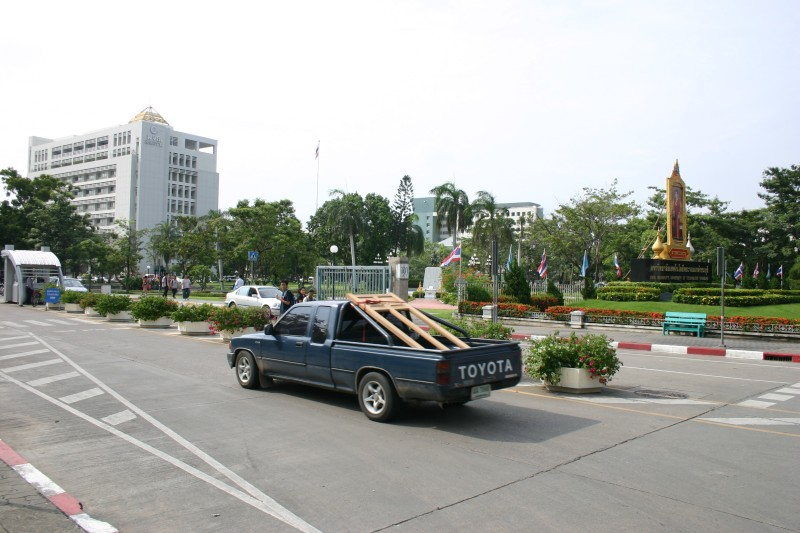
Cổng chính KMUTT

- Đại học Công nghệ vua Mongkut Thonburi (KMUTT)
- Công viên Thon Buri Rom

## Hành chính
Quận này được chia thành 2 phó quận (kwaeng).
| 1. | Bang Mot   | บางมด |  |
| 2. | Thung Khru | ทุ่งครุ  |  |